# Borago pygmaea
Borago pygmaea là loài thực vật có hoa trong họ Mồ hôi. Loài này được (DC.) Chater & Greuter mô tả khoa học đầu tiên năm 1972.